# Simon Stefani
Simon Stefani, född 3 januari 1929 i Përmet i Albanien, död 2 augusti 2000, var en albansk politiker. 
Han gick med i Albaniens kommunistiska parti på 1950-talet och klättrade upp i graderna under 1970-talets politiska utrensningar. Han var kommunistpartiets förste sekreterare i Përmet mellan 1972 och 1979, ordförande för folkförsamlingen mellan 1978 och 1982, landets inrikesminister mellan 1989 och 1990, medlem i centralkommittén mellan 1976 och 1991 och fullvärdig medlem i politbyrån mellan 1981 och 1990. Den 2 juli 1994 dömdes han till åtta års fängelse för maktmissbruk.